# Landslake Lions
Zie Loon Lions voor de professionele vrouwenafdeling.
Landslake Lions is een basketbalclub uit de Nederlandse plaats Landsmeer (provincie Noord-Holland). De club werd opgericht in 1972. Het eerste mannenteam speelde in het seizoen 2014/15 in de Promotiedivisie. De Dames 1 speelt in de Women's Basketball League (WBL). Landslake Lions wordt vertegenwoordigd in het seizoen 2022/2023 in de NBB-eredivisie in de volgende jeugdcategorieën: vrouwen U20, mannen U18 en de mannen U16. De jongens U14 zal spelen in de 2e divisie.

## Rolstoelafdeling
In 2010 werd het eerste rolstoelteam van ProBuild Lions landskampioen.

## Erelijst

#### Heren
| Competitie      | Winnaar | Winnaar | Runner-up | Runner-up  |
| Competitie      | Aantal  | Jaren   | Aantal    | Jaren      |
| --------------- | ------- | ------- | --------- | ---------- |
| Nationaal       |         |         |           |            |
| Promotiedivisie | 1×      | 2017    |           |            |
| Eerste divisie  |         |         | 2×        | 1984, 1986 |